# Obrida fascialis
Obrida fascialis är en skalbaggsart som beskrevs av White 1846. Obrida fascialis ingår i släktet Obrida och familjen långhorningar. Inga underarter finns listade i Catalogue of Life.